# Kattakurgan
Kattakurgan (üzbég nyelven: Kattaqo’rg’on / Каттақўрғон / کته قورغان; orosz nyelven: Каттакурган), korábban Kohandez, város Üzbegisztán Szamarkand régiójában.

## Fekvése
Buhara és Szamarkand között, a Zaravsán folyó völgyében a Taskent és Kogon közötti vasútvonalon, egy sűrűn lakott oázisban található. A várostól délre található a Kattakurgan víztározó.

## Nevének jelentése
Jelentése török nyelven "nagyváros vagy kurgan".

## Története
Az egykori források szerint III. Alexandrosz makedón király idején, Marakanda (Szamarkand) a Zaravsán-völgy azon részében a kulturális élet központja volt, mely azonban rövidesen nyugatra tolódhatott, Katta-Kurgan környékére. A kínai források szerint állítólag később, miután Nagy Sándor Marakandát elpusztította Kattakurgon lett a regionális főváros.
Kattakurgan (Kattaqo'rg'on) helyén egykor egy erőd állt, amelyet a szent Sufi Allahyar és két testvére, Farhat-Atalyk és Allah-Nazar-bii épített a jelenlegi helyen 1684-ben, majd később Kattakurgan városa alakult ki körülötte. A hely a Buharai Manghit-dinasztia uralma alatt egy Bek (helyi kormányzó) székhelye volt. A város a 18. században már mint kereskedelmi és kézműves központ volt ismert.
1868-ban, amikor Szamarkand orosz terület lett, és a felső-Zaravsán-völgyet Buhara mellé csatolták, a terület orosz Turkesztán és a Buharai Emirátus közötti határvárossá és egy kerület központjává vált. A szovjet időkben (1924) "Katta-Kurgan" az új üzbég SSR-be került. Jelenleg Szamarkand régió második legnagyobb városa.

## Lakossága
Kattakurgan lakossága ma üzbég nemzetiségű. A város korábban nagy orosz népességgel rendelkezett, ami mára már megváltozott.
A népesség 2009-ben 76 500 lakos volt. Ez a második legnagyobb és legnépesebb város (Szamarkand után) és a Szamarkand régióhoz tartozik.

## Gazdasága
A városban jelenleg a helyi mezőgazdasági termékek feldolgozása céljából különféle könnyűipari üzemek működnek. 
A városban olajgyár és számos üzem (Khlopkomash, finomító, tégla, tejüzem), hús- és lisztüzem, valamint hőerőmű is található, valamint művészikerámia-gyártás, selyemhernyótenyésztő-üzem, egy volfrámdúsító és feldolgozó üzem (JV Ingichki Metals) is működik a településen.
A közeli Zeravsán folyón található Kattakurgan-víztározót pedig öntözéshez és kikapcsolódáshoz, vizisportok céljára használják.

## Művelődés
Kattakurganban orvosi, pedagógiai és gazdasági főiskolák találhatók, valamint itt van a Samarkandi Idegennyelvi Intézet 2. akadémiai líceuma is.
A városban a "Majidiy" üzbég drámaszínház működik.

## Fordítás
- Ez a szócikk részben vagy egészben  a   Kattakurgan című angol Wikipédia-szócikk ezen változatának fordításán alapul.  Az eredeti cikk szerkesztőit annak laptörténete sorolja fel. Ez a jelzés csupán a megfogalmazás eredetét és a szerzői jogokat jelzi, nem szolgál a cikkben szereplő információk forrásmegjelöléseként.
- Ez a szócikk részben vagy egészben  a(z)   Каттакурган című orosz Wikipédia-szócikk ezen változatának fordításán alapul.  Az eredeti cikk szerkesztőit annak laptörténete sorolja fel. Ez a jelzés csupán a megfogalmazás eredetét és a szerzői jogokat jelzi, nem szolgál a cikkben szereplő információk forrásmegjelöléseként.